# Vladivostok Avia
Vladivostok Avia (russisch Владивосток Авиа; englisch auch Vladivostok Air) war eine russische Fluggesellschaft mit Sitz in Wladiwostok und Heimatbasis auf dem Flughafen Wladiwostok.

## Geschichte

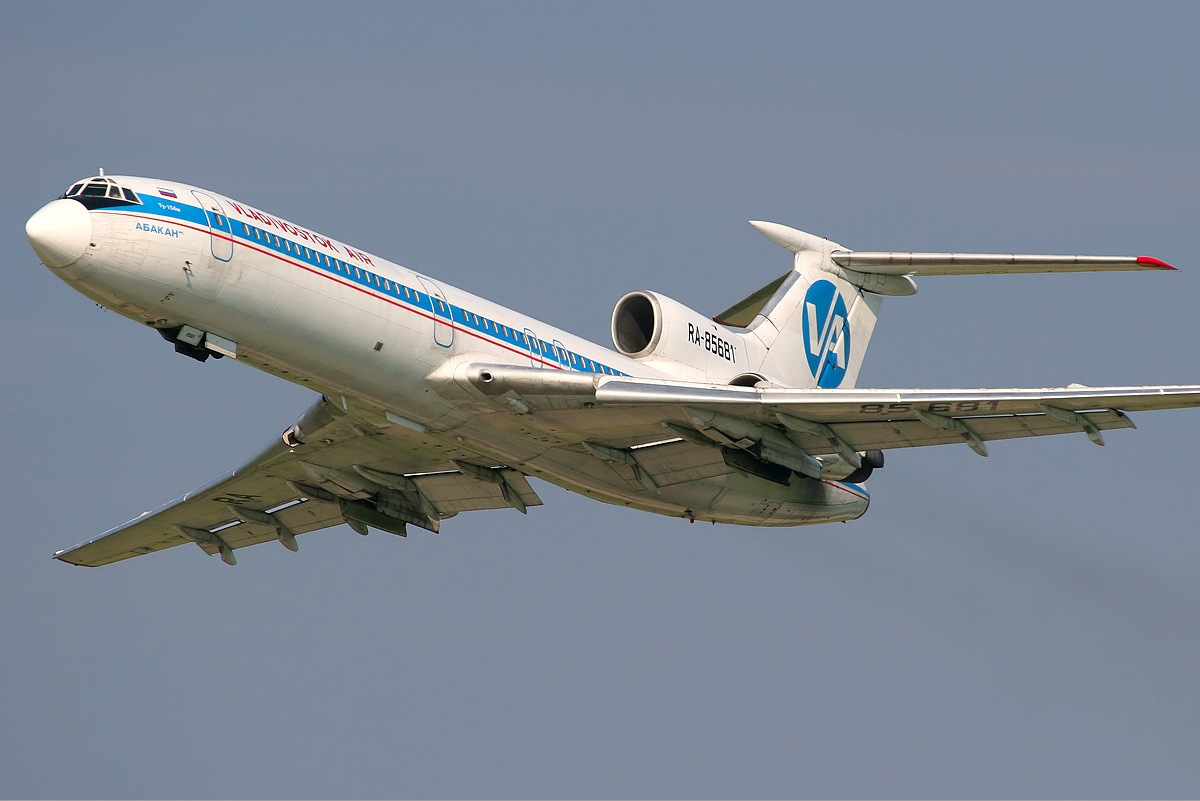
Eine Tupolew Tu-154 der Vladivostok Avia

Vladivostok Avia ging aus dem 1932 gegründeten Wladiwostoker Direktorat der Aeroflot hervor, das 1994 privatisiert wurde. Im Jahr 1994 nahm die damals neu privatisierte Fluggesellschaft mit Kurzstreckenflugzeugen vom Typ Antonow An-2, Jakowlew Jak-40 und einer großen Menge an Hubschraubern den Flugbetrieb auf. Im Jahr 1995 wurden zudem drei Iljuschin Il-76 und mehrere Tupolew Tu-154 beschafft. Die Antonow An-2 wurden stillgelegt und veräußert.
Nach der Privatisierung 1994 übernahm die Gesellschaft ebenfalls Hubschrauber der Typen Mil Mi-2, Kamow Ka-26, Mil Mi-8 und Kamow Ka-32. Die Hubschrauber wurden weltweit verchartert, unter anderem in Papua-Neuguinea, Haiti, Griechenland, Malaysia, Neuseeland, Japan, Südkorea, Bulgarien und der Antarktis. Im Jahr 2003 wurde beschlossen, ins Langstreckengeschäft einzusteigen. Zu diesem Zweck wurden dafür entwickelte Tupolew Tu-204-300 beschafft. Des Weiteren wurde eine zweite Basis in Moskau-Wnukowo aufgebaut.
Im Jahr 2007 übernahm Vladivostok Avia das erste westliche Flugzeugmuster, einen Airbus A320-200. Im August 2007 wurde das 75-jährige Bestehen, bezogen auf die Gründung im Rahmen von Aeroflot im Jahre 1932, gefeiert. Am 15. Februar 2008 wurden die Vladivostok Avia und der Flughafen Wladiwostok zwei rechtlich und organisatorisch selbstständige Gesellschaften. Bis zu diesem Zeitpunkt wurde der Flughafen von Vladivostok Avia betrieben. Am 25. September 2008 übernahm Vladivostok Avia, auf Weisung des russischen Verkehrsministeriums, bis auf weiteres einen Großteil der Flüge von der in wirtschaftlichen Schwierigkeiten steckenden Dalavia. Ab dem Sommerflugplan 2008 wurden die Airbus A320 ebenfalls von der zweiten Basis Moskau-Wnukowo eingesetzt. Im Juni 2009 nahm Vladivostok Avia einen ersten Airbus A330-300 in Betrieb. Dieser Typ wurde wenig später bereits wieder abgegeben.
Der Hauptanteilseigner der Gesellschaft, Aeroflot, kündigte im Frühjahr 2013 an, Vladivostok Avia mit SAT Airlines zusammenzulegen. Die neue Gesellschaft wurde im November 2013 schließlich als Aurora Airlines angekündigt und nahm am 8. Dezember 2013 den Betrieb auf. Vladivostok Avia stellte den Flugbetrieb unter der ursprünglichen Marke im Sommer 2014 definitiv ein.

## Flugziele
Vladivostok Avia bot nationale und internationale Linien- und Charterflüge an, international vorwiegend nach Südkorea und Japan. Saisonale Charterziele waren beispielsweise aber auch Barcelona, Antalya und Hurghada.

## Flotte

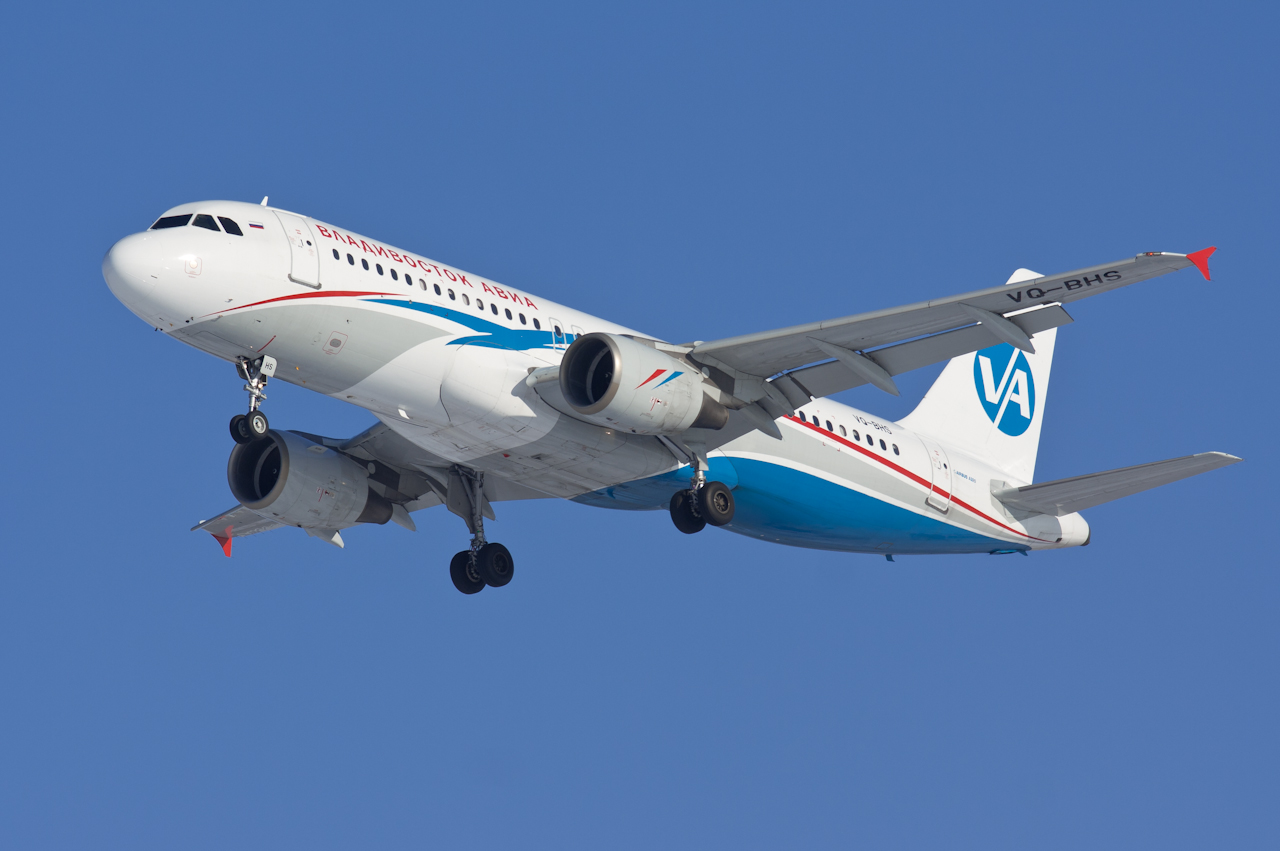
Ein Airbus A320-200 der Vladivostok Avia

Mit Stand August 2013 bestand die Flotte der Vladivostok Avia aus 12 Flugzeugen und fünf Hubschraubern:
- 6 Airbus A320-200
- 5 Mil Mi-8 (Hubschrauber)
- 6 Tupolew Tu-204-300; zwei davon (RA-64044 und RA-64045) gingen 2019 an Roskosmos über.[8]

Außerdem waren 4 Antonow An-148 bestellt.

## Zwischenfälle
- Am 4. Juli 2001 stürzte Vladivostok-Avia-Flug 352 beim Landeanflug auf Irkutsk ab. Dabei kamen alle 145 Personen an Bord ums Leben. Die Maschine vom Typ Tupolew Tu-154 war auf dem Weg von Jekaterinburg nach Wladiwostok und sollte planmäßig in Irkutsk zwischenlanden.[10][11]